# Samsung Galaxy Tab A 9.7
Samsung Galaxy Tab A 9.7 — 9,7-дюймовый планшетный компьютер на базе Android, производимый и продаваемый компанией Samsung Electronics. Он принадлежит к серии Samsung Galaxy Tab A среднего класса, в которую также входит 8-дюймовая модель Samsung Galaxy Tab A 8.0. О нем было объявлено в марте 2015 года, а затем поступил в продажу 1 мая 2015 года.

## История
Galaxy Tab A 9.7 был анонсирован вместе с меньшим Galaxy Tab A 8.0 в марте 2015 года.

## Функции
Galaxy Tab A 9.7 выпущен с Android 5.0 Lollipop. Samsung настроила интерфейс с помощью программного обеспечения TouchWiz. Помимо стандартного набора приложений Google, в нем есть приложения Samsung, такие как S Planner, WatchON, Smart Stay, Multi-Window, Group Play, многопользовательский режим, SideSync 4.0. Модели S-Pen также оснащены набором S-Pen из серии Samsung Galaxy Note.
Модели с Galaxy Tab A 9.7 доступны в вариантах только с WiFi и 4G/LTE и WiFi. Объем хранилища варьируется от 16 ГБ до 32 ГБ в зависимости от модели со слотом для карты microSDXC для расширения до 512 ГБ. Он имеет 9,7-дюймовый ЖК-экран TFT с разрешением 1024x768 пикселей и плотностью пикселей 132 ppi. Он также оснащен 2-мегапиксельной фронтальной камерой без вспышки и задней 5,0-мегапиксельной камерой с автофокусом без вспышки.

### Программное обеспечение
Galaxy Tab A был выпущен с Android 5.0.2 Lollipop.
В отличие от меньшей 8,0-дюймовой модели, развертывание обновления Android 6.0 Marshmallow началось в мае 2016 года. Выпуск Android 7.1.1 Nougat начался в сентябре 2017 года.